# Богородице-Рождественский монастырь (Тула)
Богородице-Рождественский монастырь — женский православный монастырь Тульской епархии Русской православной церкви, расположенный в микрорайоне Горелки в городе Туле.

## История
28 декабря 2000 года приход Рождественского храма, переданного Тульской епархии в 1988 году, был преобразован в Богородице-Рождественский мужской монастырь. В 2001 году монастырь стал женским, и в него переехала часть насельниц Щегловского монастыря, ставшего мужской обителью.
В монастыре хранится чтимая икона Тихвинской Божией Матери, сохранённая одной из жительниц.
С 2008 года при монастыре действует приют для девочек-сирот. В 2011 году для приюта было построено четырёхэтажное здание с домовой церковью в честь Тихвинской иконы Богородицы.
27 сентября 2016 года вблизи монастыря был расчищен и открыт для посетителей источник воды, оснащённый помещением для купания.
В 2017 году полностью завершена роспись стен храма и заменён иконостас центрального придела.

## Настоятельницы
- Амвросия (Соломатина), игуменья (с 6 октября 2001 года[4])